# モンテラーニコ
モンテラーニコ（伊: Montelanico）は、イタリア共和国ラツィオ州ローマ県にある、人口約2,000人の基礎自治体（コムーネ）。

## 地理

### 位置・広がり
ローマ県南東部のコムーネ。

#### 隣接コムーネ
隣接するコムーネは以下の通り。括弧内のFRはフロジノーネ県、LTはラティーナ県所属を示す。
- アナーニ (FR)
- カルピネート・ロマーノ
- コーリ (LT)
- ガヴィニャーノ
- ゴルガ
- ノルマ (LT)
- セーニ

### 気候分類・地震分類
モンテラーニコにおけるイタリアの気候分類 (it) および度日は、zona D, 1754 GGである。
また、イタリアの地震リスク階級 (it) では、zona 2B (sismicità media) に分類される。

## 行政

### 山岳部共同体
広域行政組織である山岳部共同体 XVIII Comunità dei Monti Lepini  (it) に属する。

## 姉妹都市
- Lagnes、フランス